# لارس جانسون (ملحن)
لارس جانسون (بالسويدية: Lars Jansson)‏ هو عازف جاز وملحن وعازف بيانو سويدي، ولد في 1951 في السويد.

## وصلات خارجية
- لارس جانسون على موقع ميوزك برينز (الإنجليزية)
- لارس جانسون على موقع ديسكوغز (الإنجليزية)